# X-Baronen
X-Baronen (finska: X-Paroni) är en  komedifilm i regi av Risto Jarva, Jaakko Pakkasvirta och Spede Pasanen från 1964. Filmen var Spede Pasanens debut som spelfilmsregissör.
X-Baronen hade premiär den 30 oktober 1964.